# ミス・ユニバース1952
ミス・ユニバース1952（Miss Universe 1952、第1回ミス・ユニバース世界大会）は1952年6月28日にアメリカ合衆国カリフォルニア州ロングビーチ市立公会堂で開催された。30か国の代表が栄冠を競い、17歳のフィンランド代表のアルミ・クーセラが最初の優勝者となり、女優のパイパー・ローリーから栄冠を授けられた。日本からは小島日女子が参加した。

## 最終結果

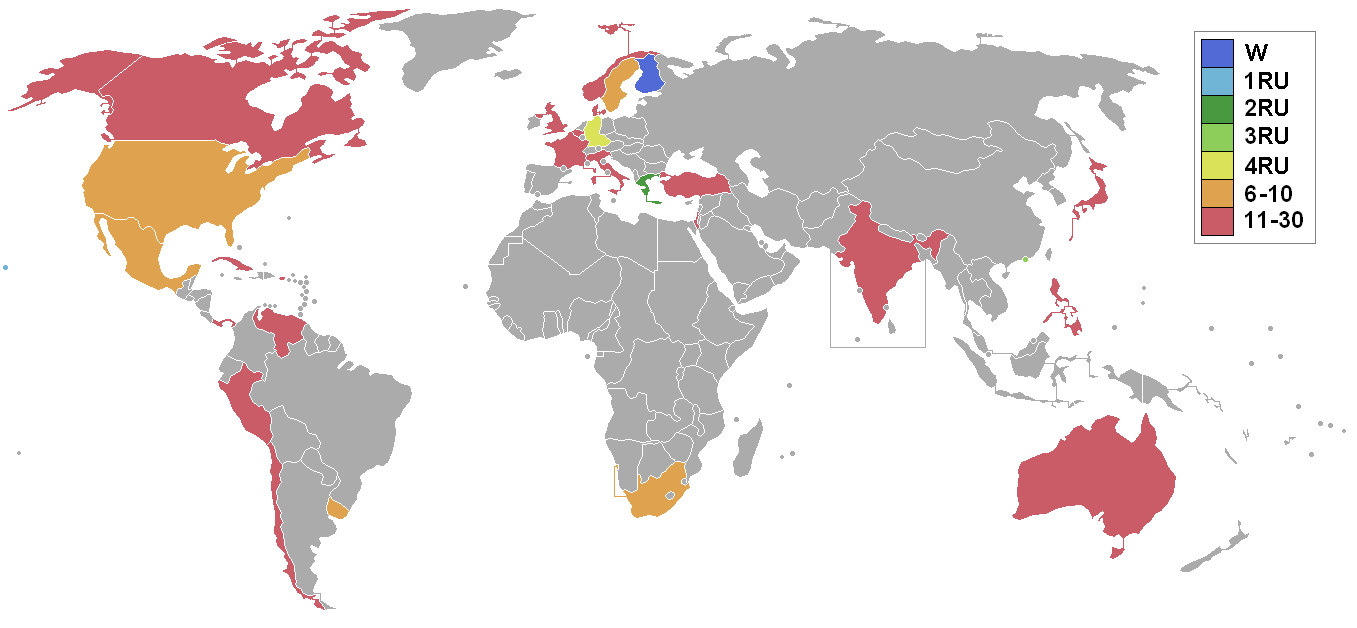
ミス・ユニバース1952 参加国と最終結果

### 入賞者
| 最終結果             | 参加者 |
| -------------------- | --- |
| ミス・ユニバース1952 | - フィンランド - アルミ・クーセラ (Armi Kuusela) |
| 第2位                | - ハワイ - エルザ・エズマン (Elza Edsman) |
| 第3位                | - ギリシア - デイジー・マフラキ (Ntaizy Mavraki) |
| 第4位                | - 香港 - ジュディ・ダン (Judy Dan) |
| 第5位                | - ドイツ - レナーテ・ホイ (Renate Hoy) |
| トップ10             | - メキシコ - オルガ・ロレンス・ペレス＝カスティーリョ - 南アフリカ - キャサリン・ヒギンス - スウェーデン - アン・マリー・シスラー - アメリカ - ジャッキー・ローリー - ウルグアイ - グラディス・ファハルド |

## 参加者
| 国/地域        | 代表                                     |
| -------------- | ---------------------------------------- |
| アラスカ       | シャーリー・バーネット                   |
| オーストラリア | リア・マッカートニー                     |
| ベルギー       | ミリアム・リン (マリアンヌ・マレンダー)  |
| カナダ         | ルース・キャリア                         |
| チリ           | マリア・エステル・サアベドラ・ヨアシャム |
| キューバ       | グラディス・ロペス                       |
| デンマーク     | ハンナ・ソレンセン                       |
| フィンランド   | アルミ・クーセラ                         |
| フランス       | クロード・ゴダール                       |
| ドイツ         | レナーテ・ホイ                           |
| イギリス       | アイリーン・P・チェイス                  |
| ギリシア       | デイジー・マフラキ                       |
| ハワイ         | エルザ・カナニオナプア・エズマン         |
| 香港           | ジュディ・ダン                           |
| インド         | インドラニ・ラーマン                     |
| イスラエル     | オラ・ベレド                             |
| イタリア       | ジョバンナ・マゾッティ                   |
| 日本           | 小島日女子                               |
| メキシコ       | オルガ・ロレンス・ペレス＝カスティーリョ |
| ノルウェー     | エヴァ・ロイネ                           |
| パナマ         | エルジビル・ギセラ・マレク               |
| ペルー         | アダ・ガブリエラ・ブエノ                 |
| フィリピン     | テレシタ・トラルバ・サンチェス           |
| プエルトリコ   | マリリア・レヴィ・ベルナル               |
| スウェーデン   | アン・マリー・シスラー                   |
| トルコ         | ゲレンギュル・タイフォログル             |
| 南アフリカ     | キャサリン・エドウィナ・ヒギンス         |
| アメリカ       | ジャクリーン（ジャッキー）・ローリー     |
| ウルグアイ     | グラディス・ルビオ・ファハルド           |
| ベネズエラ     | ソフィア・シルヴァ・インサリ             |

## ノート

### 交代者
- ウルグアイ - ロサ・アデラ・"ネネラ"・プルネルはグラディス・ルビオ・ファハルドに交代した。

### 特別賞
- モンタナ州 - ミス・フレンドシップ（ヴァレリー・ジョンソン）